# Christine Schild
Christine Schild (* Dezember 1947 in Dinslaken) ist eine deutsche Schauspielerin. 

## Leben
Schild wuchs in Köln auf. Ihre ersten Engagements erhielt sie in Köln und Düsseldorf. Im Kölner Kabarett- und Kleinkunst-Theater Senftöpfchen wurde sie von dem Schauspieler und Regisseur Wolfgang Spier für das Theater und die Schauspielbühne entdeckt. Von Spier erhielt sie auch ihren ersten Schauspiel- und Sprechunterricht. Sie absolvierte dann später eine Gesangs- und Tanzausbildung und nahm Schauspielunterricht bei Wolfgang Spiers Schwester Ruth Busse in Berlin. Schild hatte Theaterengagements unter anderem in Berlin, Hamburg, München, Köln, Düsseldorf und Aachen. Mit Tourneetheater-Produktionen gastierte sie in Deutschland, der Schweiz und Österreich. Auf der Bühne war Wolfgang Spier häufig auch ihr Partner, als Darsteller und Regisseur.
Schild trat fast ausschließlich im Boulevardtheater auf. Sie spielte am Theater am Kurfürstendamm, an der Komödie Berlin, an der Komödie Winterhuder Fährhaus in Hamburg, am Contra-Kreis-Theater in Bonn, an der Komödie im Bayerischen Hof in München und an Kleinen Komödie am Max II in München und an der Komödie Dresden. In Berlin hatte sie ihren Durchbruch mit der Rolle der Brooke in der Komödie „Der nackte Wahnsinn“ von Michael Frayn am Theater am Kurfürstendamm.
Im Theater am Kurfürstendamm trat Christine Schild unter anderem in den Boulevardstücken und Komödien „Sextett“ (vom Michael Pertwee), „Schreib wenn Du kannst“ (Peter Lambda/Betty Paul), „Treppauf, Treppab“ (von Alan Ayckbourn), „Mein Freund Harvey“ (als Krankenschwester Kelly), „Auf und davon“, „Drei Mann auf einem Pferd“, „Tränen im Aquarium“, „Stepping out“, „Der nackte Wahnsinn“, „Liebe, Lügen, Lampenfieber“, „Dinner Party“, „Der Mustergatte“, „Ein eingebildet Kranker“ (nach Molière, 2007/2008, als habgierige Ehefrau Béline) und in „Pension Schöller“ auf. 
1981 spielte sie am Theater am Kürfürstendamm die Rolle der Alice Brown in der Komödie „Sextett“; ihre Partner waren Wolfgang Spier, Heide Keller, Mogens von Gadow und Evelyn Gressmann. 1984 spielte sie im Theater am Kurfürstendamm die Kitty in der Komödie „Treppauf, Treppab“; ihre Partner waren Wolfgang Spier; Karin Eickelbaum, Joachim Kerzel und Ulli Kinalzik. 1985 übernahm sie im Theater am Kurfürstendamm die Rolle der Krankenschwester Kelly in der Komödie „Mein Freund Harvey“; ihre Partner waren Harald Juhnke, Elisabeth Wiedemann, Ute Willing, Peter Schiff, Corinna Genest und Ilja Richter. Von Januar bis März 1986 trat Schild in der Komödie „Schreib wenn Du kannst“ am Contra-Kreis-Theater in Bonn auf; ihre Partner waren Wolfgang Spier, Gunther Beth und Hannelore Cremer. 1990 spielte sie in Berlin in der Komödie „Drei Mann auf einem Pferd“ mit Peer Schmidt, Helga Schlack und Heinz Rennhack als Partnern. 1992 spielte sie am Theater am Kurfürstendamm in „Othello darf nicht platzen“ mit Heinz Rennhack und Friedrich Schoenfelder als Partnern.
In München spielte sie an der Komödie im Bayerischen Hof u. a. in „Romanze im Aquarium“ mit Michael Hinz und in „Stepping out“ an der Komödie am Max II. In der Komödie Winterhuder Faährhaus in Hamburg spielte sie u. a. in: „Auf und Davon“ (1988/1989), in „Bildung für Rita“  von Willy Russel (1993/1994; mit Peter Bause als Partner), „Stepping out“ (1994/1995), in Tom Kempinskys „Duett für eine Stimme“ (2002/2003; mit Don Balmer), „Der Mustergatte“ (2007/2008) und „Ein eingebildet Kranker“ (2007/2008).
Mit ihren Auftritten in Eugène Ionescos Stück „Die Unterrichtsstunde“, in Willy Russels „Bildung für Rita“ und in Tom Kempinskys „Duett für eine Stimme“ zeigte sie auch ihre Eignung für ernste Rollen.
2012 übernahm sie am Theater am Kurfürstendamm in der Wiederaufnahme des Stücks „Pension Schöller“ die Rolle der „schrulligen Schriftstellerin“ Josephine Zillerthal; zu ihren Vorgängerinnen in dieser Rolle gehörten Elisabeth Wiedemann und Edith Hancke. Diese Rolle spielte sie en suite bis August 2013. Seit Ende 2012 tritt Schild in der Rolle der Alice in dem Boulevardstück „Der Kurschattenmann“ von René Heinersdorff auf; die Uraufführung fand im November 2012 im Kölner Theater am Dom statt. Zur Besetzung der Uraufführung gehörten neben Schild Volker Brandt (Ulrich), Ingrid Steeger (Edith), Beatrice Richter (Isabel) und Simone Rethel (Oda), die erstmals nach dem Tod von Johannes Heesters wieder auf der Bühne stand. Die Rolle der Isabel übernahmen in späteren Aufführungen Sibylle Nicolai und Christiane Rücker; die Rolle des Ulrich übernahm Jochen Busse. Schild trat ohne Unterbrechung in allen Aufführungen als Alice auf. 
Schild gastierte mit dieser Produktion u. a. am Contra-Kreis-Theater in Bonn (März–Mai 2013), im Theater an der Kö in Düsseldorf (November 2013–Januar 2014), in der Komödie am Kurfürstendamm (Juli/August 2015), im Theater im Rathaus in Essen (Spielzeit 2015/16) und bei der Münchner Tournee-Theaterproduktion der Komödie im Bayerischen Hof (Spielzeit 2015/16).
Zu ihren weiteren Bühnenpartnern gehörten im Laufe ihrer Karriere u. a. Walter Plathe, Herbert Herrmann, Michael Schanze, Herbert Feuerstein, Claus Biederstaedt, Peter Fricke und Johanna von Koczian.
Mehrere Aufführungen und Inszenierungen des Theaters am Kurfürstendamm wurden für das Fernsehen aufgezeichnet und ausgestrahlt, sodass Schild auch über das Theater und über Berlin hinaus einem größeren Publikum bekannt wurde. Als Partnerin von Herbert Herrmann war sie 1989 als Journalistin Christine in der Serie Lukas und Sohn in einer durchgehenden Serienhauptrolle zu sehen. Außerdem hatte sie Episodenrollen in den Serien Manni, der Libero (1982), Kommissariat 9 (1983), Ich heirate eine Familie (1984), Praxis Bülowbogen (1988) und Ein seltsames Paar (1991).

## Privates
Von 1981 bis 1989 war Christine Schild mit ihrem Bühnenpartner Wolfgang Spier verheiratet. Seit 1995 ist sie mit dem Schauspieler und früheren Direktor des Theaters am Kurfürstendamm Jürgen Wölffer verheiratet. Schild hatte Wölffer Mitte der 1980er Jahre kennengelernt, als sie unter seiner Regie am Theater am Kurfürstendamm spielte. Da sie damals noch mit Spier verheiratet war, und auch Wölffer in einer anderen Beziehung lebte, gab Schild ihre Beziehung zu Wölffer über zwei Jahre lang nicht bekannt. Spier übernahm dann später sogar die Rolle des Trauzeugen bei der Eheschließung von Schild und Wölffer. Schild lebt in Berlin.

## Filmografie (Auswahl)
- 1979–1980: Ein verrücktes Paar (Fernsehserie)
- 1980: Pension Schöller (Theateraufzeichnung, Theater am Kurfürstendamm)
- 1981: Sextett (Theateraufzeichnung, Theater am Kurfürstendamm)
- 1982: Manni, der Libero (Fernsehserie; Folge: Die Türken kommen)
- 1983: Kommissariat 9 (Fernsehserie; Folge: Videospiel)
- 1984: Ich heirate eine Familie (Fernsehserie; Folge: Der blaue Brief)
- 1984: Treppauf – Treppab (Theateraufzeichnung, Theater am Kurfürstendamm)
- 1984: Schreib, wenn du kannst! (Theateraufzeichnung, Theater am Kurfürstendamm)
- 1985: Mein Freund Harvey  (Theateraufzeichnung, Theater am Kurfürstendamm)
- 1988: A.D.A.M.
- 1988: Praxis Bülowbogen (Fernsehserie; zwei Folgen)
- 1989: Die Senkrechtstarter
- 1989: Lukas und Sohn (Fernsehserie; Serienhauptrolle)
- 1991: Ein seltsames Paar (Fernsehserie)